# Snouck van Loosenpark
Het Snouck van Loosenpark in Enkhuizen is in leeftijd het tweede tuindorp van Nederland. Het is een van de eerste sociale woningbouwprojecten in het land. Het op 19 juli 1897 geopende park bestond uit vijftig zogenoemde arbeiderswoningen en een opzichterswoning.

## Voorgeschiedenis
De bouw van het Snouck van Loosenpark is betaald door het Snouck van Loosenfonds, beheerder van de erfenis van Margaretha Maria Snouck van Loosen (1807 - 1885), de laatst levende van zes (kinderloze) dochters van Cornelia Petronella van Loosen en Samuël Snoeck.
In het testament was onder andere vermeld dat er arbeiderswoningen moesten worden gebouwd 'als de stad gronden wil afstaan'. De wil van Margaretha Maria was dat "Elke woning van behoorlijke grootte en ruimte met drie slaapplaatsen en voldoende regenwaterbak en voor lage prijzen te verhuren aan gezinnen, die door duurzame arbeidzaamheid en goed gedrag boven anderen uitmunten". Niet iedereen kwam dus in aanmerking.

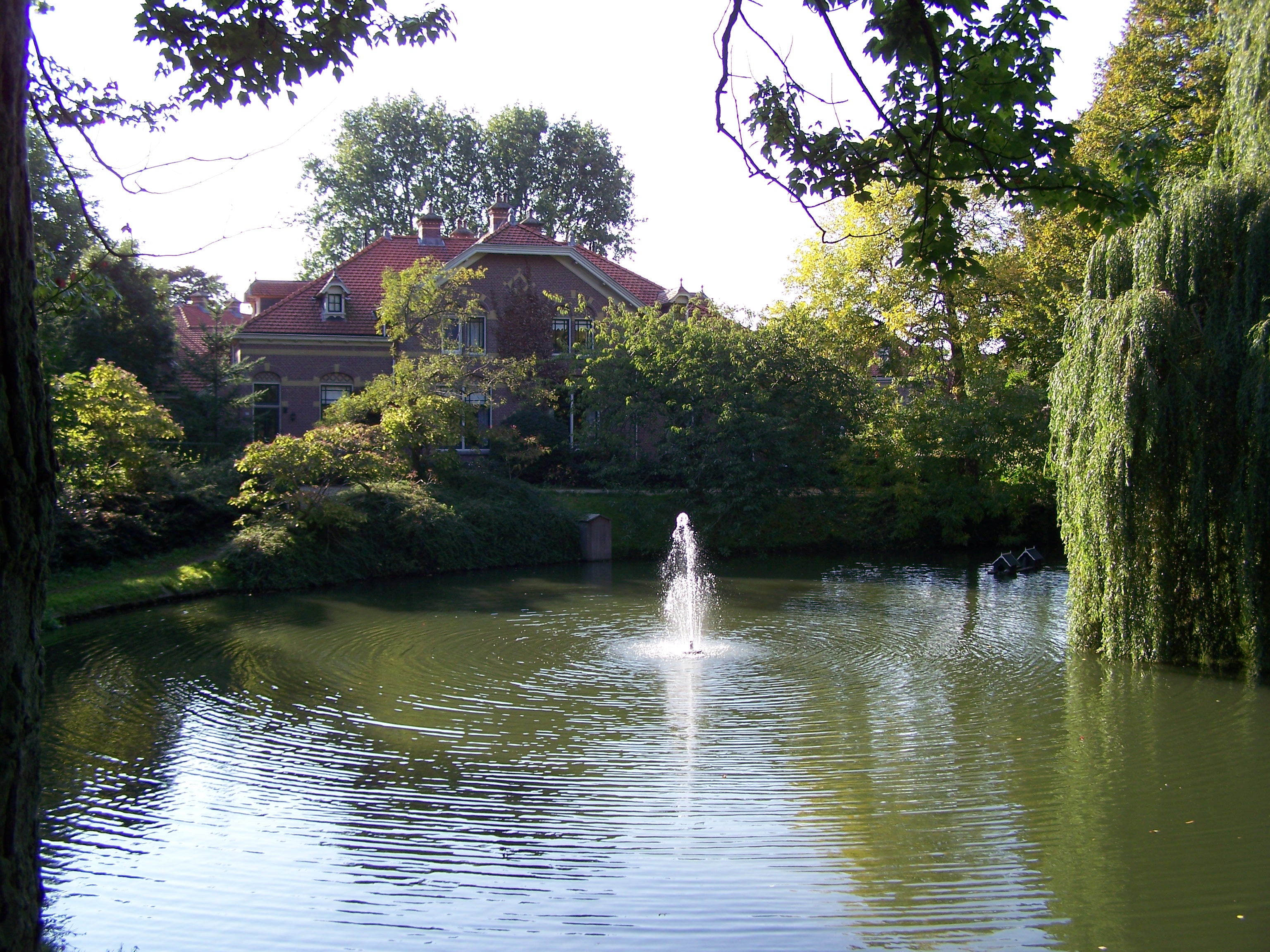
De centraal gelegen vijver

In 1893 deed het Snouck van Loosenfonds een verzoek aan de gemeenteraad van Enkhuizen voor de aanschaf van twee en een halve hectare grond voor de bouw van 51 woningen. Het stuk grond dat de stichting op het oog had was de gedempte 'Nieuwe Haven'. De heer Lakenman, beheerder van het fonds en tevens gemeenteraadslid was van mening dat er behoefte bestond aan goede, betaalbare huurwoningen. Met tien tegen een stemmen ging de raad akkoord.

## Bouw
Architecten Christiaan Posthumus Meyjes sr. (huizen) en Hendrik Copijn (landschap) maakten het ontwerp. Het grondwerk voor het park begon in 1894. Een jaar later werd de aanbesteding gehouden. De laagste aanbieder was de 'Nederlandse Aannemingsmaatschappij' uit Gouda. Het bedrag van de aanbesteding was ƒ 293.443,-. Enkele bijzondere voorwaarden bij de aanbesteding waren het aanwezig zijn van goed drinkwater, 'reine privaten' en een verbandkist op de bouwput. Iedere bouwvakker was verzekerd tegen ongevallen en het loon van 14-16 cent per uur was hoog voor die tijd. In mei 1895 startte het heiwerk en de eerstesteenlegging vond plaats op 18 juni van dat jaar. Theodora Lakenman, de dochter van de beheerder van het Snouck van Loosenfonds, viel die eer te beurt. Twee jaar later was het project gereed.

## Woningen en indeling

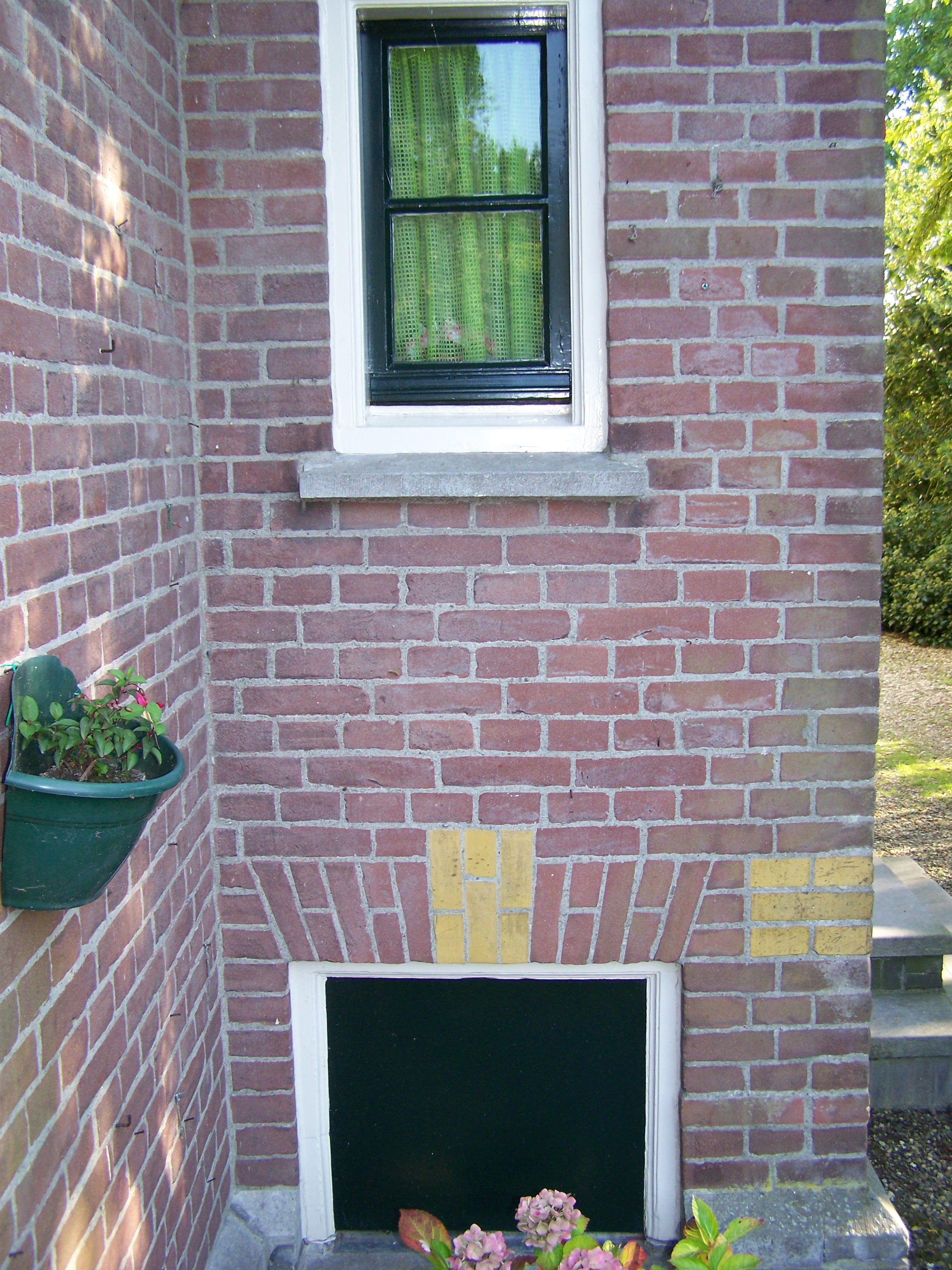
Buitenzijde wc met aan de onderzijde de plaats van het vroegere 'tonnetjes'-luik

De woningen in het Snouck van Loosenpark weken sterk af, voor die tijd, van de 'normale' sociale woningbouw. Waarschijnlijk is architect Posthumus Meyjes geïnspireerd door het Agnetapark in Delft, maar zeker is dat niet. De huizen waren, door ruime aanwezigheid van financiële middelen, zeer ruim van opzet. De woningen hadden een inhoud van 410-450 m³, en een vrije voor- en achtertuin. Riolering, afwatering en aanwezigheid van een kelder en binnentoilet, waren voor die tijd ook vooruitstrevend. Het toilet van de woningen was voorzien van een 'ton' om de behoefte in te doen. Omdat het verwisselen van die ton een vies karweitje was en het niet gewenst was om deze door het huis te vervoeren, werden er bij de toiletten aan de buitenkant van de woningen een luik aangebracht om het verwisselen van de tonnen te vergemakkelijken. In 1937 zijn de 'tonnen' vervangen door volwaardige toiletten zoals wij die nu ook kennen. Het enige wat er in die tijd nog niet aanwezig was, was een douche- of badkamer. Voor een 'grote wasbeurt' (een kleine wastafel was wel aanwezig in de grootste slaapkamer) was men aangewezen op de aanwezige waterput bij de woning. Personeelsleden van de Snouck van Loosenstichting die woonachtig waren in het park, mochten gebruikmaken van de badkamer van de Snouck van Loosenstichting op De Dijk te Enkhuizen. Deze is ongeveer 500 meter verwijderd van het Snouck van Loosenpark.

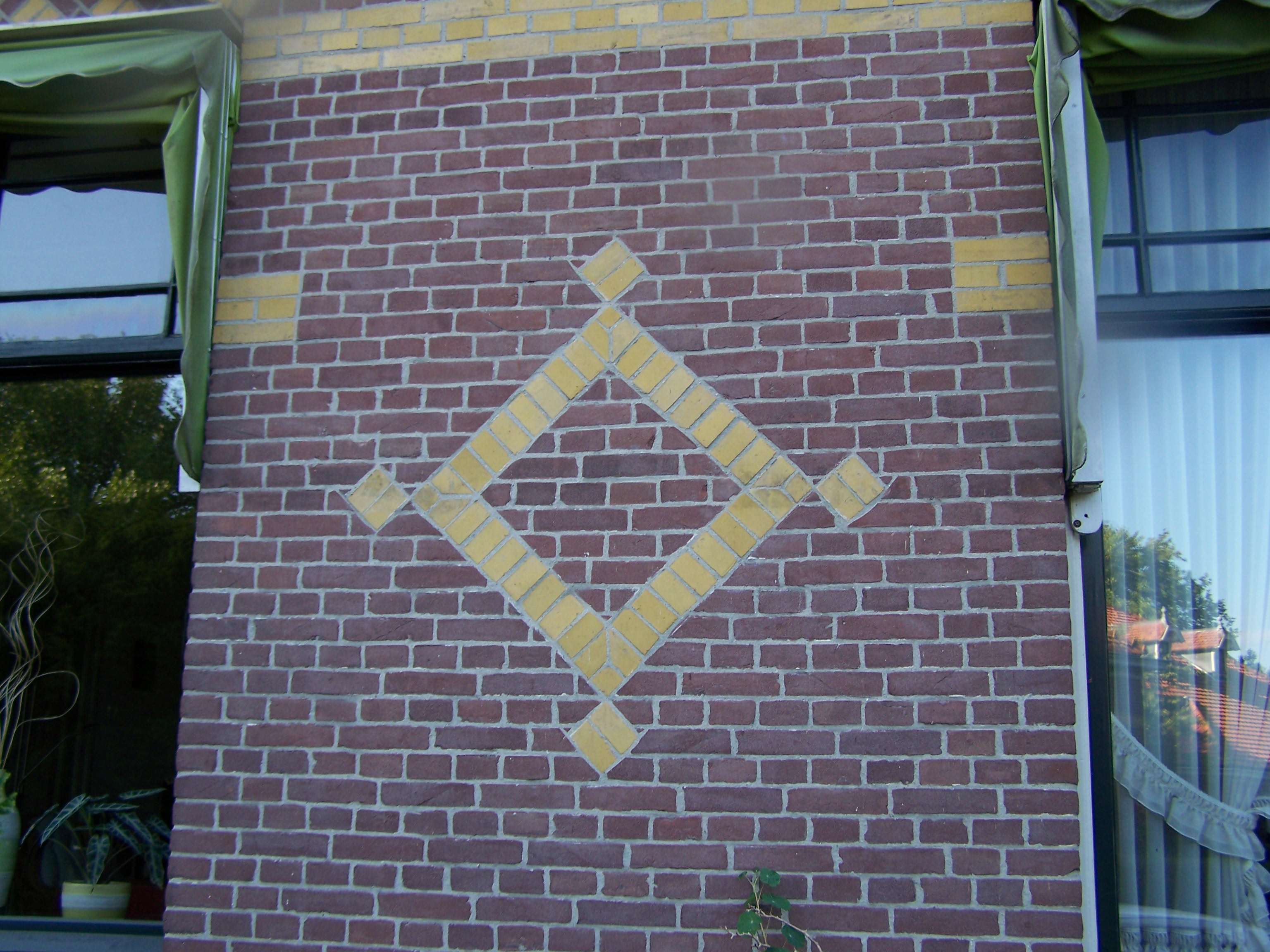
Detail van metselwerk

## Het leven in het park
Het park heeft drie, door de Snouck van Loosenstichting betaalde, opzichters gekend. J.C. de Groot van 1893 tot 1907, U.J. van der Meulen van 1907 tot 1933 en D.J. Fledderus van 1933 tot 1974. De opzichters woonden tijdens hun dienstverband op nr. 1, de grootste woning van het park. Zij hadden van elke woning een sleutel om te kunnen controleren of mensen zich wel aan de voorwaarden hielden van het huurcontract.
In het begin van het park moet het leven niet helemaal 'rozengeur en maneschijn' geweest zijn, omdat tot 1905 direct naast het park de gemeentelijke 'mestvaalt' lag. De woonregels op het park waren streng. Zelf behangen was bijvoorbeeld niet toegestaan. Jaarlijks liet het fonds een van de ruimtes in elk huis behangen. Huisdieren houden was niet toegestaan en openbare dronkenschap had directe verwijdering tot gevolg.

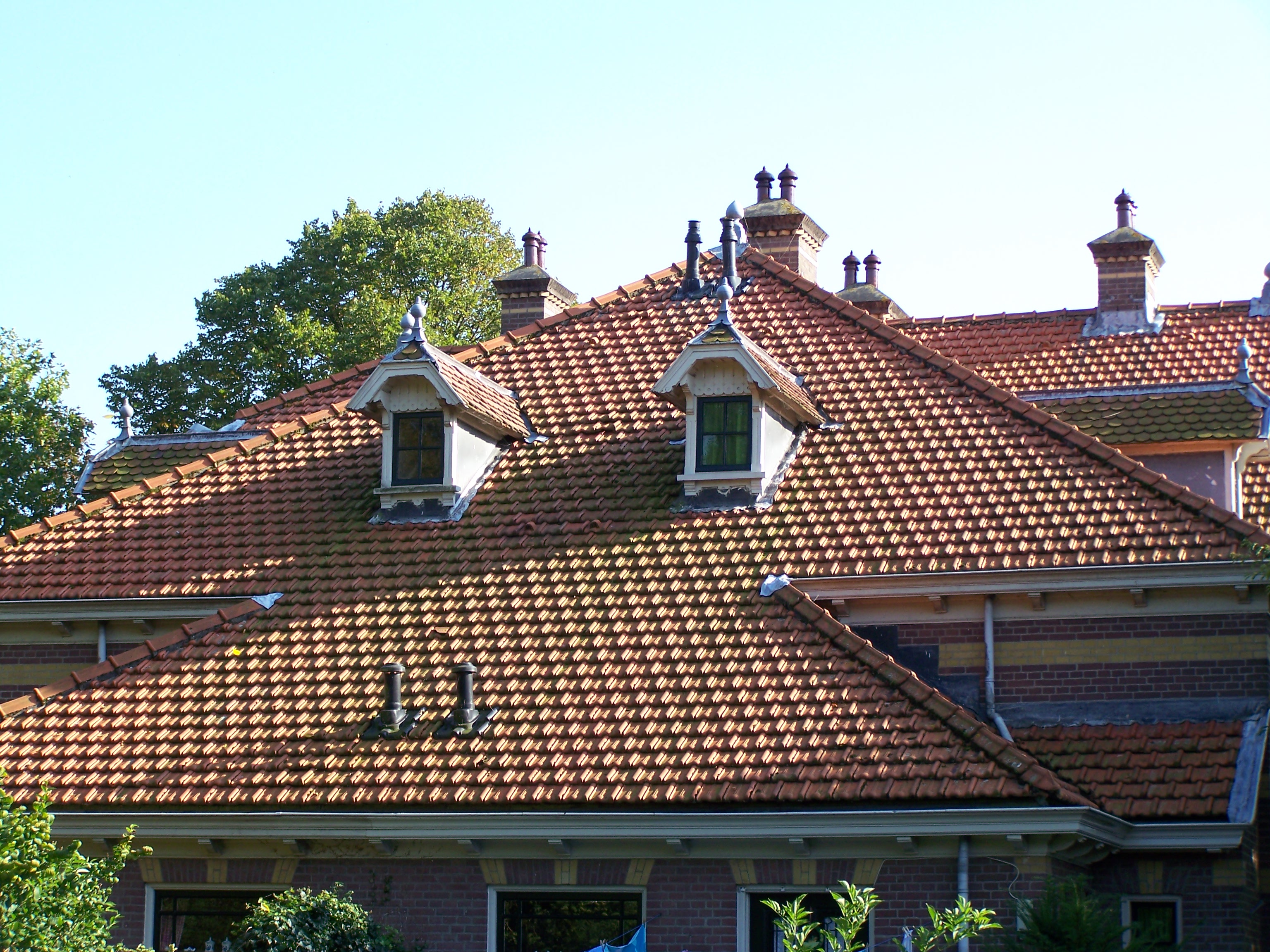
Aanblik van een van de karakteristieke daken

## Accommodaties in en om het park
Behalve de 51 woningen had het park meer te bieden. Tot aan de jaren 1930 was er een speeltuin, die toen vervangen werd voor een volière. Behalve vogels werden er ook apen in gehouden. Tegenwoordig is deze plek veranderd in een klein speeltuintje voor de kleinsten.
Grenzend aan het park, aan de Parklaan, was een kweektuin, waar alle in het park geplaatste gewassen werden 'voorgekweekt'. Tevens was hier de opslag van grind, zand en grond, nodig voor de opvulling van de gronden en grindpaden van het park. Deze zaken zijn er niet meer. Wel worden af en toe nog een loods gebruikt. De rest van dat terrein is nu gras en beton en wordt niet verder bebouwd vanwege vervuilde grond.

## Verkoop
Het Snouck van Loosenfonds kwam in de jaren 1970 in de problemen vanwege het park. Het was niet of nauwelijks meer in staat om de hoge kosten van onderhoud te betalen. Het bedrag uit het testament van Margaretha Maria Snouck van Loosen stond vast voor het leven tegen een laag percentage van 2,5%, en met een oplopende inflatie betekende dat dat het fonds steeds minder geld had. Daarom werd overwogen om de huizen op de vrije markt te koop aan te bieden. De gemeente en haar bewoners vonden dat geen goed plan, omdat hiermee het sociale karakter van het park zou verdwijnen. 
In 1977 kreeg de gemeente namens de toenmalige staatssecretaris van Volkshuisvesting, Ruimtelijke Ordening en Milieubeheer, Jan Schaefer onder voorwaarden een rijksbijdrage van twee miljoen gulden (twee derde van het aankoopbedrag) toegekend voor de aankoop van het park. Het sociale karakter diende behouden te blijven en er diende een volledige renovatie plaats te vinden. Doorverkoop was alleen toegestaan aan 'woningbouwvereniging'. De gemeente ging, na het verkrijgen van de rijksbijdrage akkoord met de aankoop van het park. Het park zelf is wel in eigendom van de gemeente Enkhuizen gebleven.

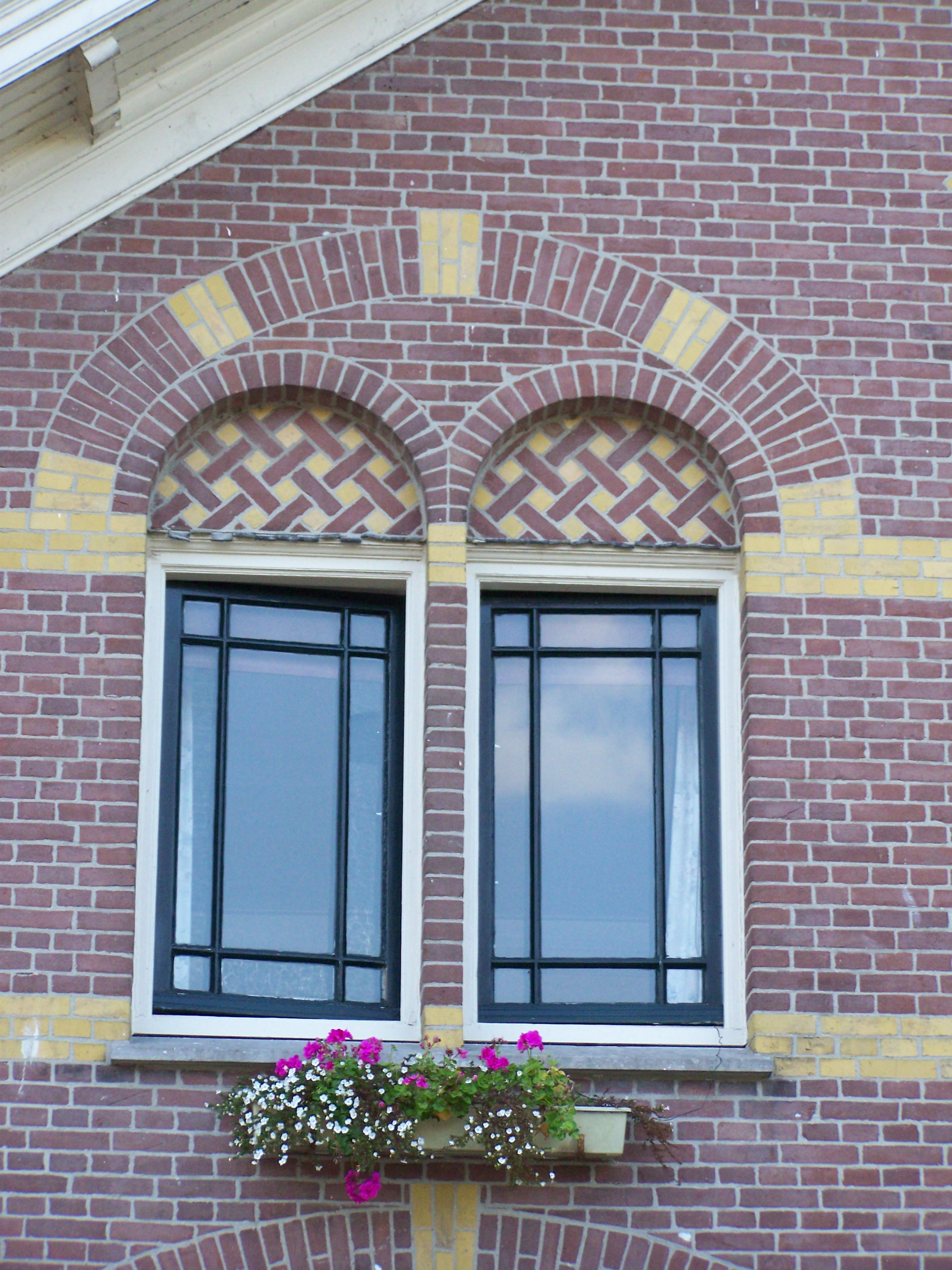
Detail van een raampartij

## Renovatie
Na de overdracht is lange tijd gepraat over de renovatie van het Snouck van Loosenpark. De status van Rijksmonument werd aangevraagd en in 1981 verkregen. Daardoor was substantiële financiële steun van Monumentenzorg mogelijk. De kosten van ƒ 135.000,- per woning voor de restauratie zou een huurverhoging noodzakelijk maken van ƒ 350,-. Dit was volgens de gemeente vanwege het sociale karakter van het park onaanvaardbaar. Het ministerie ging ten slotte akkoord met een voorstel om de huurverhoging te beperken waardoor de totale huurkosten na de renovatie ƒ 320,- zouden bedragen.
De renovatie begon begin 1980. Grootste verandering binnen de woning was het aanbrengen van een badkamer en centrale verwarming. Voor de daken werden de karakteristieke dakpannen, inmiddels niet meer leverbaar, speciaal opnieuw in productie genomen. Aan de buitenkant werden de waterputten gedempt, en bij de woningen werden bergingen (zo veel mogelijk uit het zicht om het aanzicht van het park niet te schaden) gebouwd. In de zomer van 1983 werd de eerste gerenoveerde woning opgeleverd, de laatste in november 1984. De kosten van aanschaf en renovatie van het park bleken uiteindelijk twaalf miljoen gulden te bedragen.

## Vestia en Hof Wonen
Het park valt nog steeds onder 'sociale woningbouw'. De dure renovatie en de hoge onderhoudskosten van het park hebben de gemeente wel genoopt de woningen van het park te verkopen.
Woningcorporatie Vestia werd de eigenaar en verhuurder van de woningen. De grond van het park bleef in eigendom van de gemeente, die ook verantwoordelijk blijft voor het onderhoud van de perken en paden in het park. Op 1 januari 2023 werd Vestia officieel gesplitst in drie nieuwe woningcorporaties: Hof Wonen (Den Haag), Hof Wonen (Rotterdam) en Stedelink (Delft, Zoetermeer en Zuidplas). Sinds deze splitsing is Hof Wonen eigenaar en beheerder. Sinds 2024 lopen er gesprekken om het park te verkopen aan gegadigde woningbouwverenigingen, waaronder mogelijk Welwonen uit Enkhuizen. Welwonen is het samenwerkingsverband tussen Woondiensten Enkhuizen en Welzijnswerk Enkhuizen.

## Feesten, vlooienmarkt en lichtjesavond
Indien er iets te vieren valt, pakt het Snouck van Loosenpark op een bijzondere manier uit: dan worden in het park duizenden 'vetpotjes' aangestoken en langs de paden neergezet, wat een feeëriek beeld geeft. De eerste keer dat dat gebeurde was in 1898 ter gelegenheid van de inhuldiging van koningin Wilhelmina. Andere keren waren onder andere het 25-jarig jubileum van Wilhelmina en het 600-jarig bestaan van Enkhuizen in 1955. Natuurlijk werden de vetpotjes ook weer aangestoken bij het 100-jarig bestaan van het Snouck van Loosenpark in 1997. In dat jaar werd er op een geïmproviseerd podium over een waterkanaal ook flink gedanst en gezongen op klanken van diverse bands.
Sinds dat 100-jarig bestaan is er elk jaar in rond 19 juli een vlooienmarkt met talloze kramen door het park. Georganiseerd door een groep bewoners in samenwerking met organisatieburo Mikki. In december 2024 was er een spontane herstart van de lichtjesavond die enthousiast werd bezocht.

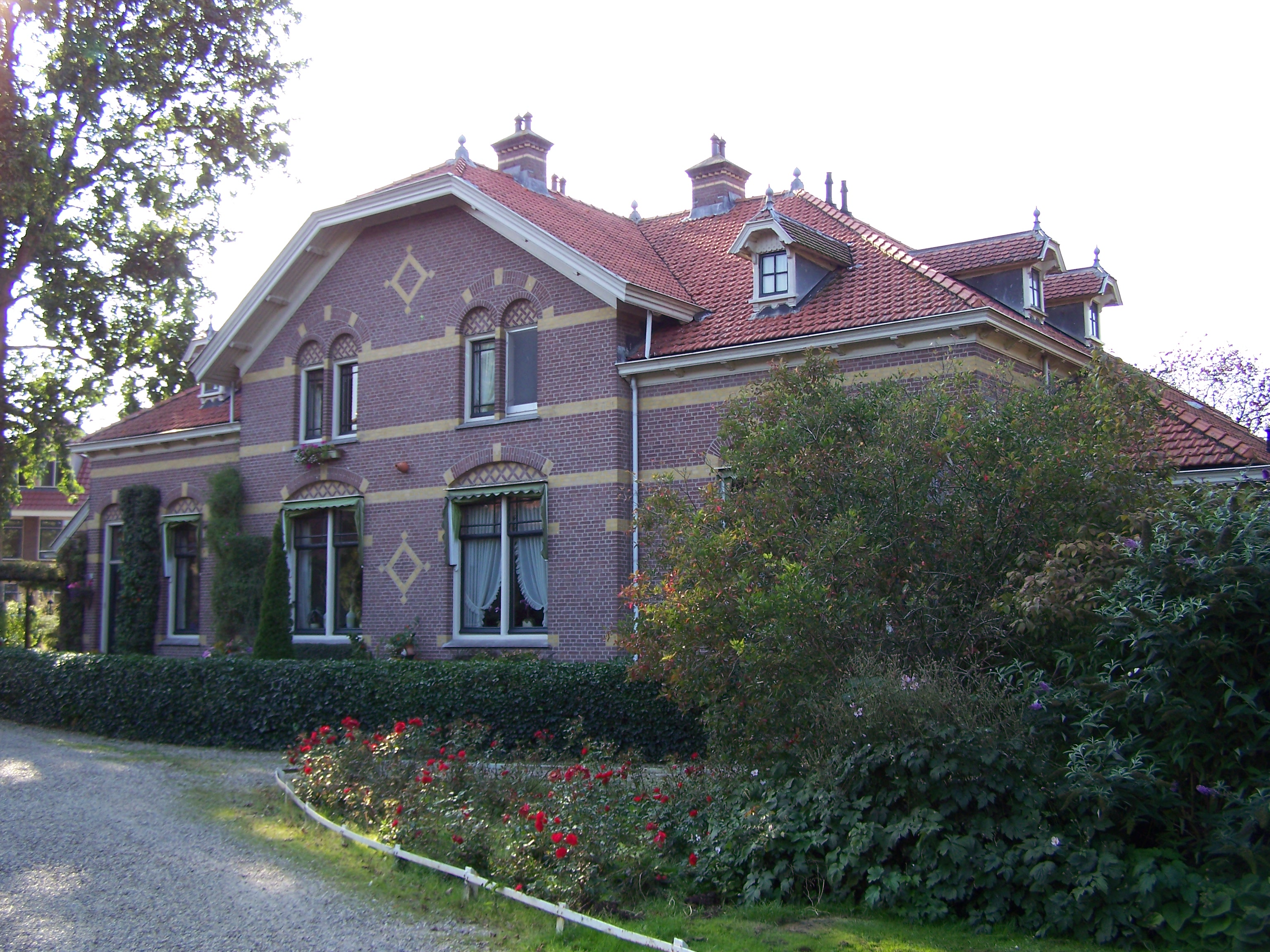
Huizenblok in het park

## Bewonerscomité
Sinds 2024 is er weer een bewonerscomité actief in het park. Directe aanleiding was gemopper in het park vanwege tocht, schimmel, hoog energiegebruik en er waren kritische noten over het onderhoud van het groen en de paden. Na twee bijeenkomsten van verontruste bewoners is een klein groepje hiermee verder gegaan. Een enquête onder bewoners bracht alle feiten aan het licht en heeft Hof wonen hiermee geconfronteerd. 
Hoewel de bewoners met zeer veel tevredenheid leven in het bijzondere park kan je constateren dat een deel van de woningen toch te veel last heeft van optrekkend vocht, matige ventilatie en slechte isolatie. De wooneisen van nu zijn wat dat betreft anders dan die van vroeger, we kennen inmiddels de gevaren van te veel vocht en schimmel in huis en men wil zich niet blauw betalen aan de dure energiekosten van tegenwoordig. Verduurzaming is ook voor dit soort monumenten een noodzaak en de wettelijke eisen worden wat dat betreft strenger.
Helaas wil Hof Wonen niet investeren in verduurzaming gezien de verkoopplannen. Te verwachten is dat een nieuwe eigenaar hierin wel stappen zal moeten gaan zetten. In Nederland is inmiddels ook veel meer ervaring opgebouwd hoe je op allerlei manieren kan verduurzamen, zonder afbreuk te doen aan het monumentale karakter van de woningen.
Het bewonerscomité heeft inmiddels ook een groepje bewoners verzamelt dat zich bezighoudt met alle groene aspecten van dit park met haar bijzondere bomen en struiken. 
Samen met de gemeente, verantwoordelijk voor het onderhoud, wordt geprobeerd een aantal zaken te verbeteren. Omdat de gemeente en verantwoordelijk hoveniersbedrijf DonkerGroen ook hun grenzen aan budget en uren hebben, heeft een grote groep bewoners in mei 2025 zelf extra handen uit de mouwen gestoken en hebben een dag lang nieuwe bloemen geplant, hekjes schoongemaakt en takken in vijvers verwijderd.